# Уранофан

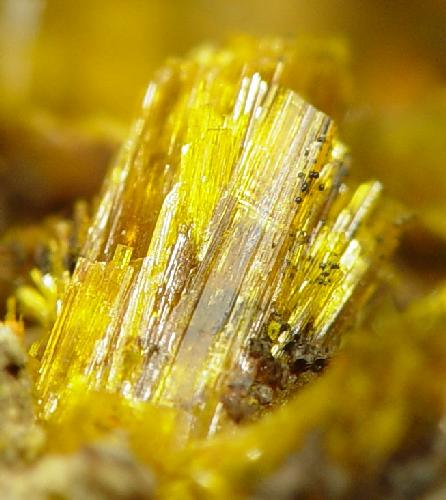
Уранофан

Уранофан (англ. uranophane; нім. Uranophan m) — мінерал, водний ураносилікат кальцію острівної будови.

## Опис
Хімічна формула: Са[UO2(SiO3OH)]2·5Н2O.
Містить (%): CaO — 6,55; UO3 — 66,81; SiO2 — 14,02; H2O — 12,62.
Сингонія моноклінна. Кристалічна структура шарувата. Кристали голчаті і подовжено-призматичні. Колір жовтий і лимонно-жовтий. Кристали прозорі, зі скляним або шовковистим блиском. Спайність довершена в одному напрямі. Густина 3,7—4,1. Тв. 2,0—3,5. Колір жовтий або жовтувато-зелений. В УФ-променях слабо люмінесціює в бурувато-зелених тонах. Сильно радіоактивний. Розчиняється в розведених мінеральних кислотах. Типовий вторинний мінерал. Асоціює з казолітом, отенітом, метаотенітом, фосфоруранілітом, різними гідроксидами урану. Входять до складу окиснених уранових руд.

## Родовища
Раджпутан (Індія); Спрус-Пайн (Північна Кароліна, США); Тіно-Пойнт, пров. Онтаріо, рудники Ельдорадо і Фарадей, оз. Велике Ведмеже (Канада); Яхімов (Чехія); Мариньяк, Лашо (Франція); Шинколобве (Конго), Саксонія і Баварія (ФРН), Грантс (штат Нью-Мексико, США) та ін. Від назви хім. елементу урану і грецьк. «фанерос» — явний, чіткий — за присутність цього елемента (M.R.Websky, 1853). Син. — уранотил, ламбертит.

## Різновиди
Розрізняють:
- уранофан баріїстий (баріоуранофан) — різновид уранофану з незначним вмістом барію, Ва(ОН)2[(UO2)2(SiO4]·5Н2O. Аналог β-уранофану. Шварцвальд, ФРН),
- β-уранофан (моноклінна модифікація уранофану складу Са[(UO2)2(Si2O7]·6Н2O).